# Nagrody Telewizyjne Towarzystwa Sztuk Filmowych i Telewizyjnych 1958
Nagrody Telewizyjne Towarzystwa Sztuk Filmowych i Telewizyjnych 1958 – czwarta edycja nagród telewizyjnych znanych od 1976 roku jako Nagrody Telewizyjne Akademii Brytyjskiej. Po raz pierwszy przyznano je pod nazwą Nagrody Telewizyjne Towarzystwa Sztuk Filmowych i Telewizyjnych, jednak były one kontynuacją wręczanych od 1955 Nagród Gildii Producentów i Reżyserów Telewizyjnych. Zmiana nazwy wiązała się z połączeniem Gildii i Brytyjskiej Akademii Filmowej w jedną organizację pod nazwą Towarzystwo Sztuk Filmowych i Telewizyjnych. Przy okazji dokonano też gruntownych zmian w strukturze kategorii. 

## Lista laureatów
- Najlepszy aktor: Michael Hordern(inne języki)
- Najlepsza osobowość: Robin Day(inne języki)
- Najlepszy artysta rozrywkowy: Tony Hancock(inne języki)
- Najlepszy scenarzysta: Colin Morris
- Najlepszy scenograf: Stephen Taylor
- Najlepszy producent dramatyczny: Rudolph Cartier(inne języki)
- Najlepszy producent rozrywkowy: Brian Tesler(inne języki)
- Najlepszy producent publicystyczny: Donald Baverstock(inne języki) i jego zespół
- Nagroda Specjalna: cała ekipa serialu Emergency Ward Ten(inne języki)